# Irsk setter
Irsk setter er en hund af racen setter. Den er bl.a. brugt som jagthund, og er af gruppen af stående hunde.

## Oprindelse og alder
Racen blev antagelig først fremavlet i Irland i midten af 1800-tallet. Den menes at være et resultat af selektiv avl på det røde i irsk rød og hvid setter, som regnes for at være ældre. På gælisk hedder denne hunden modder rhu. Den menes at have fået sit endelige navn i 1876. I 1882 blev The Irish Red Setter Club dannet i Irland, som den første raceklub. Racestandarden blev fastlagt 29. marts 1885 i Dublin. Oberst J. K. Millner, som var en af personerne bag racestandarden, opdrættede og eksporterede flere hunde til Skandinavien. Han var bl.a. dommer på racen på en hundeudstilling i Sverige i 1911 og 1913.

## Udseende, anatomi og fysik
Irsk setter ligner engelsk setter og gordon setter af type, men var oprindelig noget mindre end disse. I dag er de omtrent lige store. Irsk setter er en middelstor, langhåret, harmonisk bygget fuglehund.
Irsk setter adskiller sig fra andre settere ved at have en ensartet rødbrun farve. Pelsen er lang og glat. Kort og fin på hovedet og forsiden af benene, middellang på resten af kroppen, og lang og fin på bagsiden af benene. Undersiden af halen og bugen skal have en såkaldt fanepels (lang). Foran på brystet er pelsen også noget længere end ellers samt silkeagtig.
Kroppen er middellang og brystkassen skal ikke være for bred, men dyb. Kort ryglinje og bred og let buet lænd. Hovedet skal være højere end bred og have tydeligt markeret slutning. Hannerne vejer typisk 20-25 kg, mens tæverne gerne er lidt lettere. Skulderhøjden varierer normalt fra ca. 55-67 cm.

## Brugsområde
Irsk setter er en typisk jagthund især til fugle, særligt større fugle. Den søger gerne mere vidstrakt end gordon setter, og regnes som en dygtig og energisk fuglehund, som passer i alle typer terræn, selv om den oprindelig blev avlet for at jagte på vådt og sumpet terræn. Den er også en god familiehund, specielt for folk som er glade for at færdes i naturen.

## Lune og væremåde
Irsk setter er normalt en godmodig, energisk og udholdende hunderace, som behøver megen motion for at trives. Den er forholdsvis rolig af natur, regnes som let at håndtere og er god mod børn. Pelsen kræver normal vedligeholdelse, men bør jævnligt undersøges for flåter o.l.